# Piotr Kapitsa
Piotr Leonidovitch Kapitsa (en russe : Пётр Леонидович Капица ; en roumain : Petre Căpiţă ; 9 juillet 1894 - 8 avril 1984) est un physicien soviétique d'origine roumaine/ukrainien. Il est lauréat de la moitié du prix Nobel de physique de 1978.

## Biographie

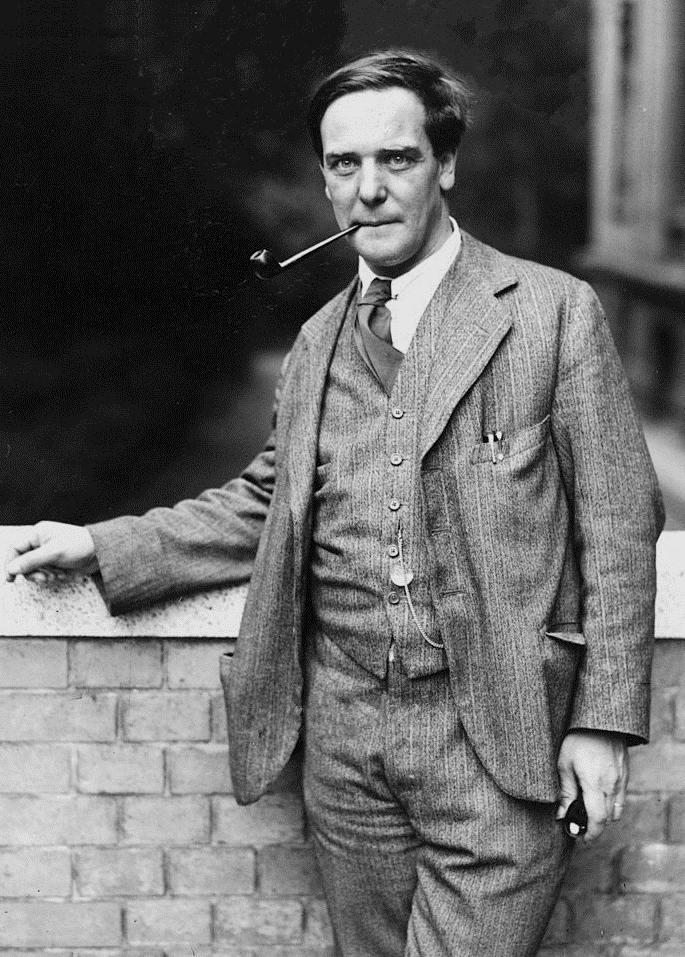
Piotr Kapitsa

Kapitsa naît à Kronstadt, il étudie à l’Institut polytechnique de Saint-Pétersbourg. Il travaille en Angleterre au laboratoire Cavendish de 1923 à 1934 où il collabore avec Ernest Rutherford. En 1929, il est élu membre de la Royal Society dont il dirige le laboratoire Mond de 1930 à 1934 date à laquelle il retourne en Union soviétique pour une conférence. Son passeport est saisi durant son séjour et il ne peut retourner en Angleterre. Il est nommé à la tête de l'institut de physique de l'Académie des sciences de Russie en 1935.
Au cours des Grandes Purges staliniennes (1937-38), Lev Landau est emprisonné pour espionnage. Piotr Kapitsa écrit une lettre personnelle à Staline sans succès. Il dut intercéder auprès de Molotov, bras droit de Staline, en mettant sa propre liberté comme caution de la libération de Landau en avril 1939.

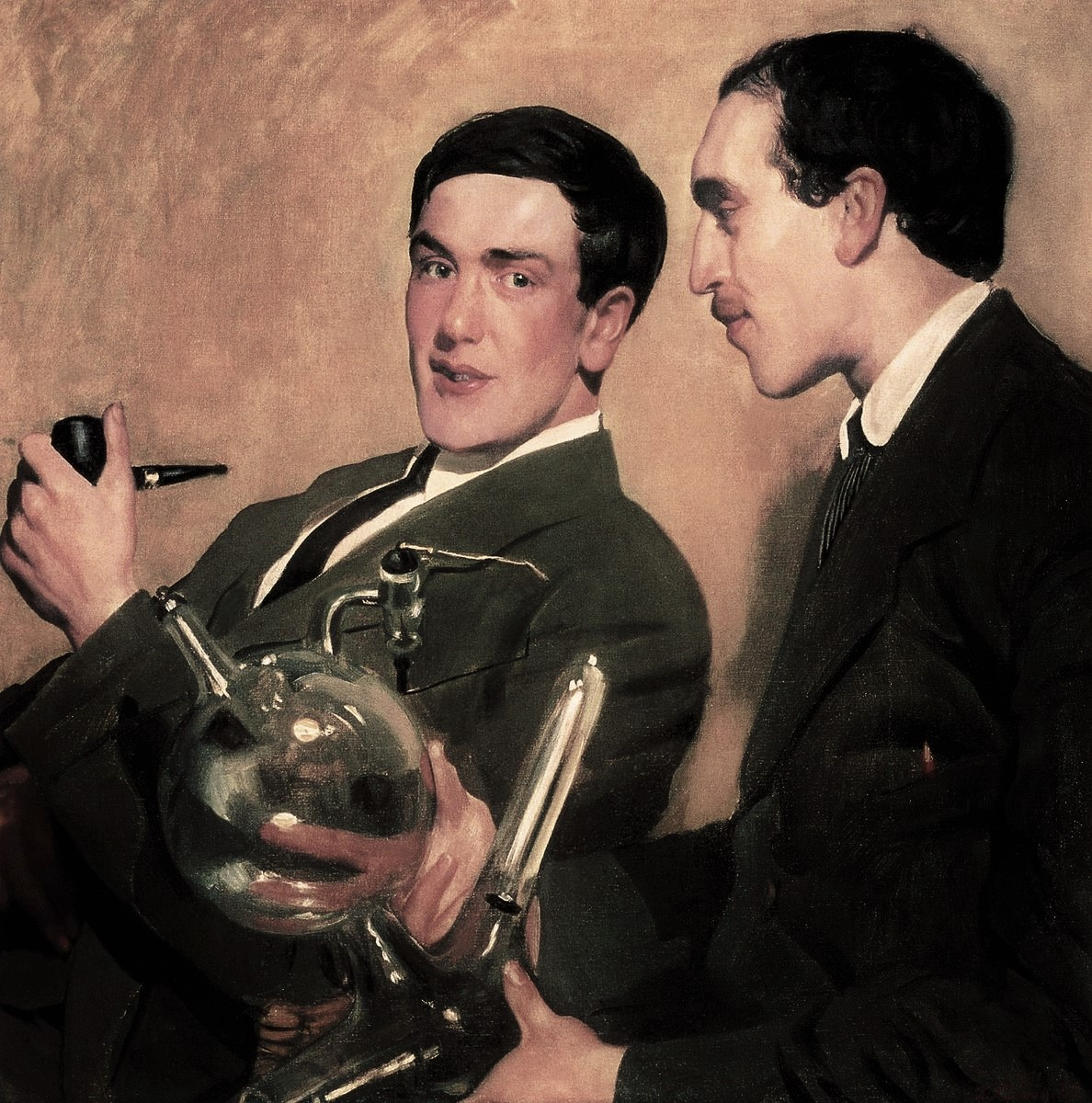
Semionov (à droite) et Kapitsa. Portrait par Boris Koustodiev en 1921.

En 1946, son refus de travailler sur l'arme atomique soviétique lui vaut d'être démis de ses fonctions, qu'il ne reprend qu'en 1955, deux ans après la mort de Staline. À sa mort, en 1984, Kapitsa est le seul membre de l'Académie des sciences de Russie qui ne soit pas membre du Parti communiste.
L'instabilité de type Kapitsa qu'il a décrit et analysé en 1948 porte son nom ,.
Il est lauréat de la moitié du prix Nobel de physique de 1978 (l'autre moitié a été remise à Arno Allan Penzias et à Robert Woodrow Wilson) « pour ses inventions et découvertes fondamentales dans le domaine de la physique à basse température ». La résistance de Kapitsa est la résistance du flux de chaleur entre l'hélium liquide et un solide produisant une discontinuité de température au niveau de l'interface.
En dehors de ses travaux scientifiques, Kapitsa est devenu une figure publique très respectée pour son courage. Même dans les pires périodes de répression, il est parvenu au péril de sa vie à défendre ses collègues L.D. Landau et V.A. Fock, leur épargnant une mort certaine dans les prisons staliniennes. Il a également pris position sur divers sujets comme l'organisation de la science et les  échanges scientifiques internationaux. Mais aussi dans d'autres domaines tels que l'économie et l'écologie.
Il est le père du physicien Sergueï Kapitsa et du géographe Andreï Kapitsa. Son épouse Anna Krylov, fille du mathématicien Alexeï Krylov, est décédée en 1996 à 93 ans.

## Ouvrage
- P. L. Kapitsa, La vie pour la science: Lomonossov, Franklin, Rutherford, Langevin, Éditions d'État Naouka, Moscou, 1965.